# Yema vegetal

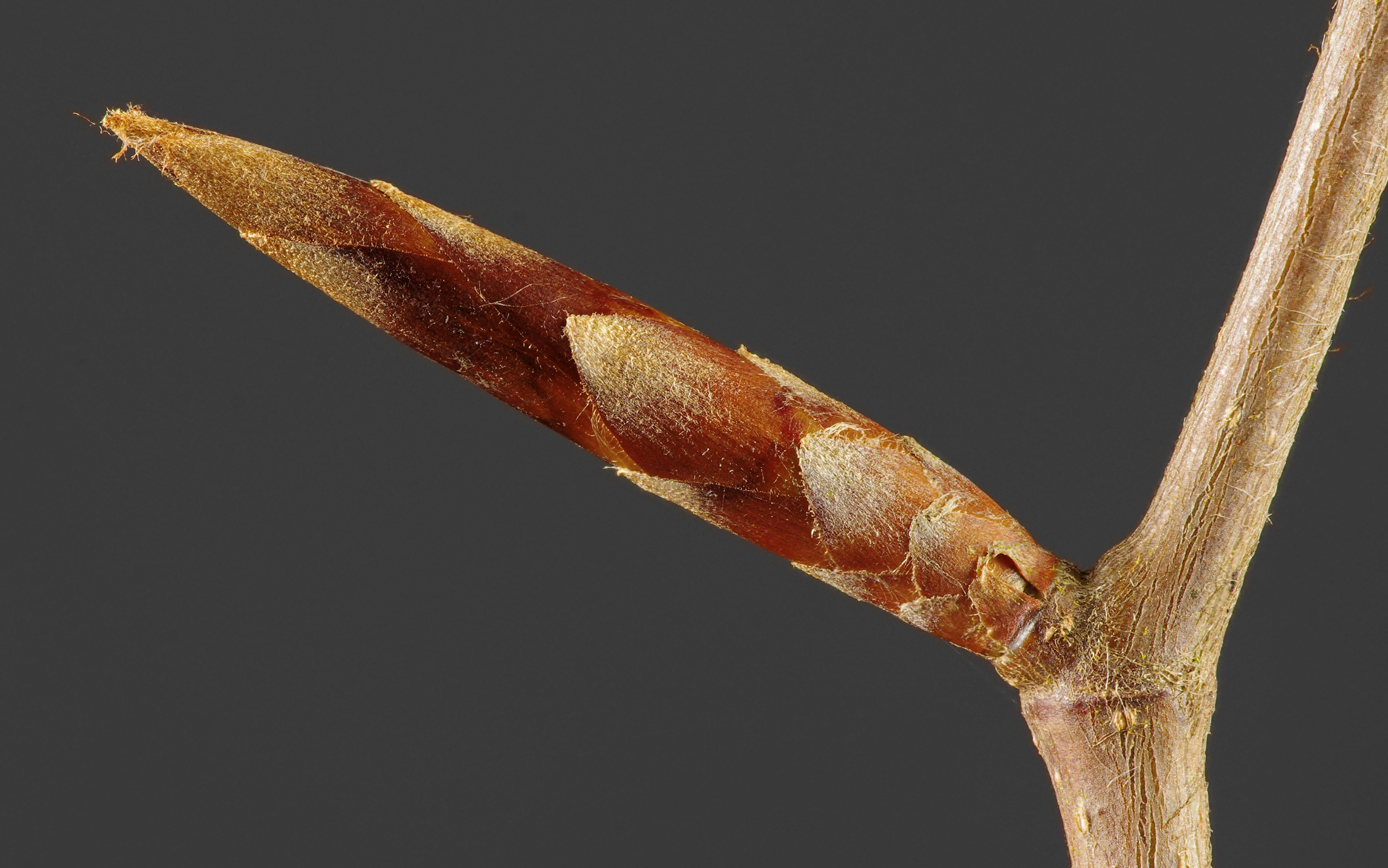
Capullo de haya europea (Fagus sylvatica)

En botánica, una yema es un brote inmaduro o embrionario que normalmente se encuentra en la axila de una hoja o en la punta de un tallo. Una vez formada, una yema puede permanecer en estado de dormancia durante algún tiempo, o puede desarrollar un brote inmediatamente. Las yemas pueden especializarse para desarrollar flores o brotes cortos, o pueden tener el potencial de desarrollar brotes en general. El término yema también se usa en zoología, donde se refiere a un crecimiento del cuerpo que puede convertirse en un nuevo individuo.

## Generalidades

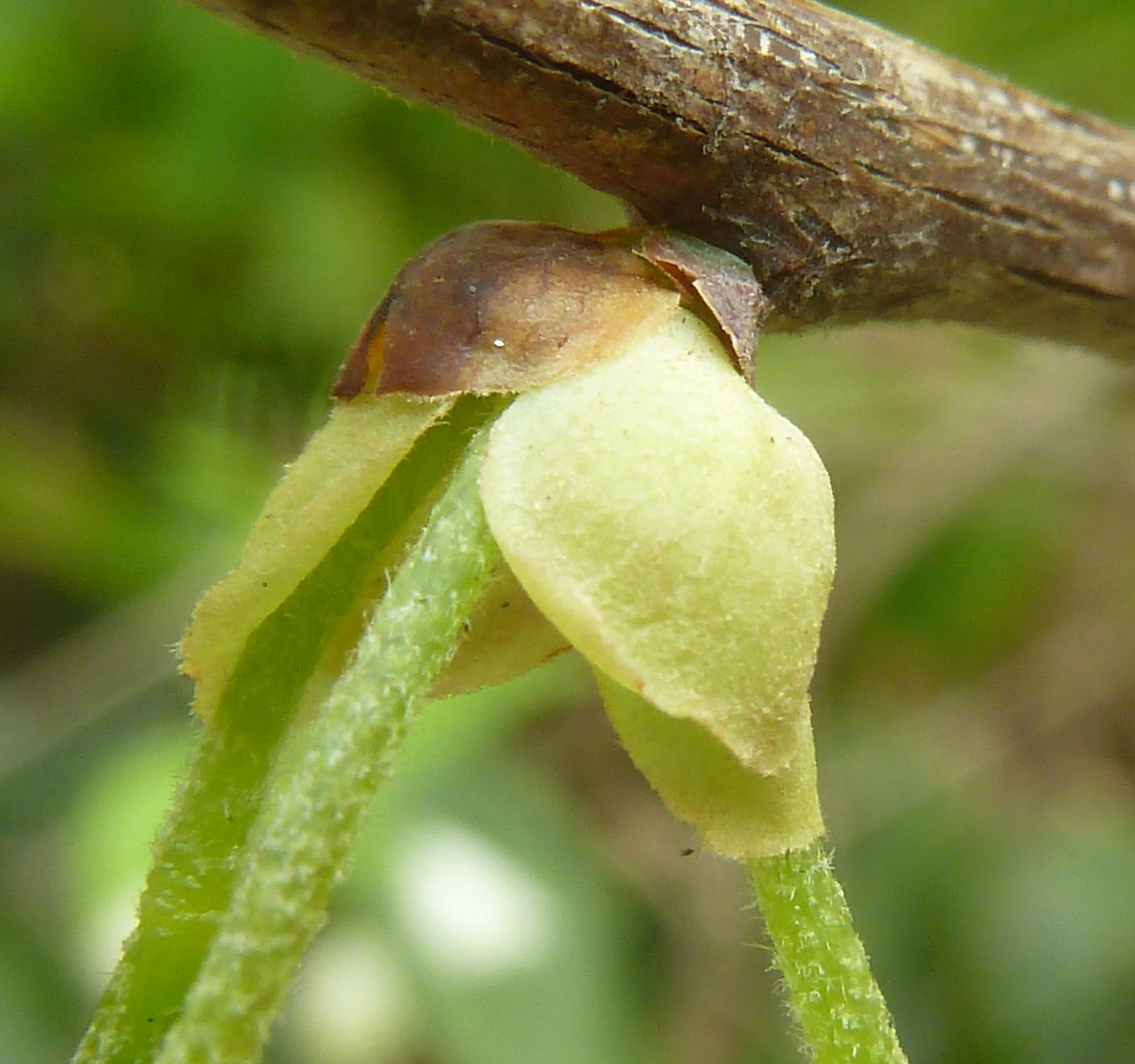
Escamas de yema de inflorescencia en Halesia carolina

Las yemas de muchas plantas leñosas, especialmente en climas templados o fríos, están protegidas por una cubierta de hojas modificadas llamadas «escamas» que envuelven estrechamente las partes más delicadas de la yema. Muchas escamas de yemas están cubiertas por una sustancia pegajosa que proporciona protección adicional. Cuando la yema se desarrolla, las escamas pueden agrandarse ligeramente, pero generalmente se caen, dejando una serie de cicatrizes alargadas horizontalmente en la superficie del tallo en crecimiento. Mediante estas cicatrices se puede determinar la edad de cualquier rama joven, ya que el crecimiento de cada año termina con la formación de una yema, lo que produce un grupo adicional de cicatrices de escamas de yema. El crecimiento continuo de la rama hace que estas cicatrices se borren después de algunos años, por lo que la edad total de las ramas más viejas no puede determinarse por este medio.[cita requerida]
En muchas plantas, no se forman escamas sobre la yema, y esta se denomina entonces yema desnuda. Las hojas diminutas y poco desarrolladas en dichas yemas suelen ser excesivamente peludas. Las yemas desnudas se encuentran en algunos arbustos, como algunas especies de zumaque y viburnos (Viburnum alnifolium y V. lantana) y en plantas herbáceas. En muchas de estas últimas, las yemas son aún más reducidas, a menudo consistiendo en masas indiferenciadas de células en las axilas de las hojas. Una yema terminal se encuentra en el extremo de un tallo y las yemas laterales se encuentran en los lados. Una cabeza de repollo (ver Brassica) es una yema terminal excepcionalmente grande, mientras que los col de Bruselas son yemas laterales grandes.[cita requerida]
Dado que las yemas se forman en las axilas de las hojas, su distribución en el tallo es la misma que la de las hojas. Hay yemas alternas, opuestas y verticiladas, así como la yema terminal en la punta del tallo. En muchas plantas, las yemas aparecen en lugares inesperados: estas se conocen como yemas adventicias.
A menudo es posible encontrar una yema en una serie notable de gradaciones de escamas de yema. En el castaño de Indias, por ejemplo, se puede observar una gradación completa desde la pequeña escama marrón externa hasta escamas más grandes que al desplegarse se vuelven algo verdes, hasta las escamas internas de la yema, que son notablemente similares a hojas. Tal serie sugiere que las escamas de la yema son en realidad hojas, modificadas para proteger las partes más delicadas de la planta durante períodos desfavorables.[cita requerida]

## Tipos de yemas

Clasificación de yemas de plantas

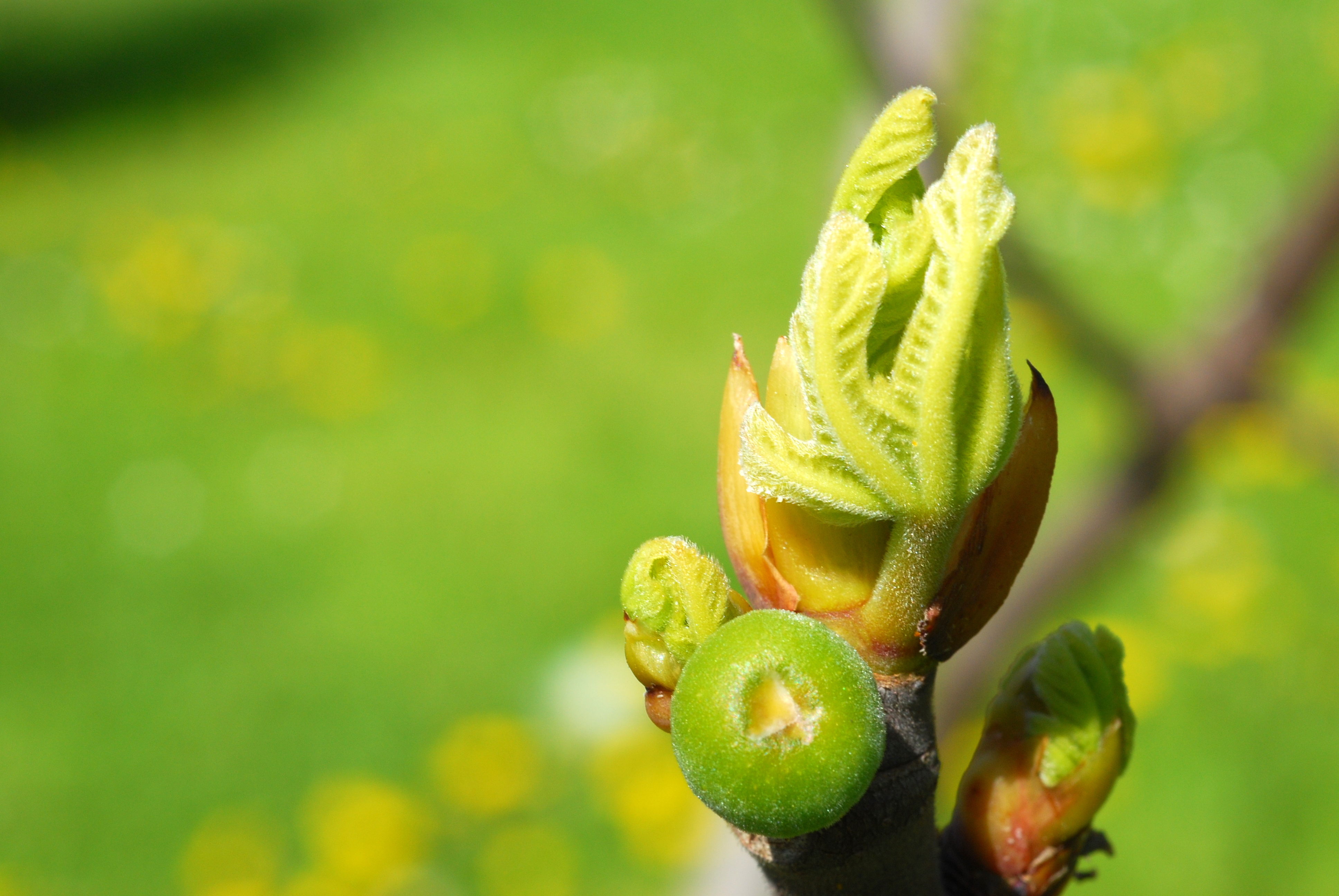
Yema vegetativa terminal de Ficus carica

Las yemas son a menudo útiles en la identificación de plantas, especialmente para plantas leñosas en invierno cuando las hojas han caído. Las yemas pueden clasificarse y describirse según diferentes criterios: ubicación, estado, morfología y función.[cita requerida]
Los botánicos comúnmente usan los siguientes términos:
- para la ubicación:[cita requerida]
  - terminal, cuando se encuentra en la punta de un tallo («apical» es equivalente, pero se reserva más bien para la que está en la parte superior de la planta);
  - axilar, cuando se encuentra en la axila de una hoja («lateral» es el equivalente, pero algunas yemas adventicias también pueden ser laterales);
  - adventicia, cuando se encuentra en otro lugar, por ejemplo, en el tronco o las raíces (algunas yemas adventicias pueden ser antiguas yemas axilares reducidas y ocultas bajo la corteza, mientras que otras yemas adventicias son completamente nuevas).
- para el estado:[cita requerida]
  - accesoria, para yemas secundarias formadas junto a una yema principal (axilar o terminal);
  - en reposo, para una yema que se forma al final de una temporada de crecimiento y luego permanece inactiva hasta el inicio de la próxima temporada de crecimiento;
  - dormante o latente, para yemas cuyo crecimiento se ha retrasado durante un tiempo considerablemente largo. El término es usable como sinónimo de «en reposo», pero se emplea mejor para yemas que esperan sin desarrollarse durante años, por ejemplo, yemas epicórmicas;
  - pseudoterminal, para una yema axilar que asume la función de una yema terminal (característica de especies cuyo crecimiento es simpódico: la yema terminal muere y es reemplazada por la yema axilar más cercana, por ejemplo, haya, caqui, Platanus tienen crecimiento simpódico).
- para la morfología:
  - escamosa o cubierta (‘perulada’), cuando las escamas, también referidas como perula (lat. perula, perulaei) (que son en realidad hojas transformadas y reducidas), cubren y protegen las partes embrionarias;
  - desnuda, cuando no está cubierta por escamas;
  - peluda, cuando también está protegida por pelos (puede aplicarse a yemas escamosas o desnudas).
- para la función:[cita requerida]
  - vegetativa, que solo contiene estructuras vegetativas: una yema foliar es un brote embrionario que contiene hojas;
  - reproductiva, que solo contiene flor(es) embrionaria(s): una yema floral contiene una sola flor, mientras que una yema de inflorescencia contiene una inflorescencia;
  - mixta, que contiene tanto hojas embrionarias como flor(es).

### Galería de imágenes

Yemas
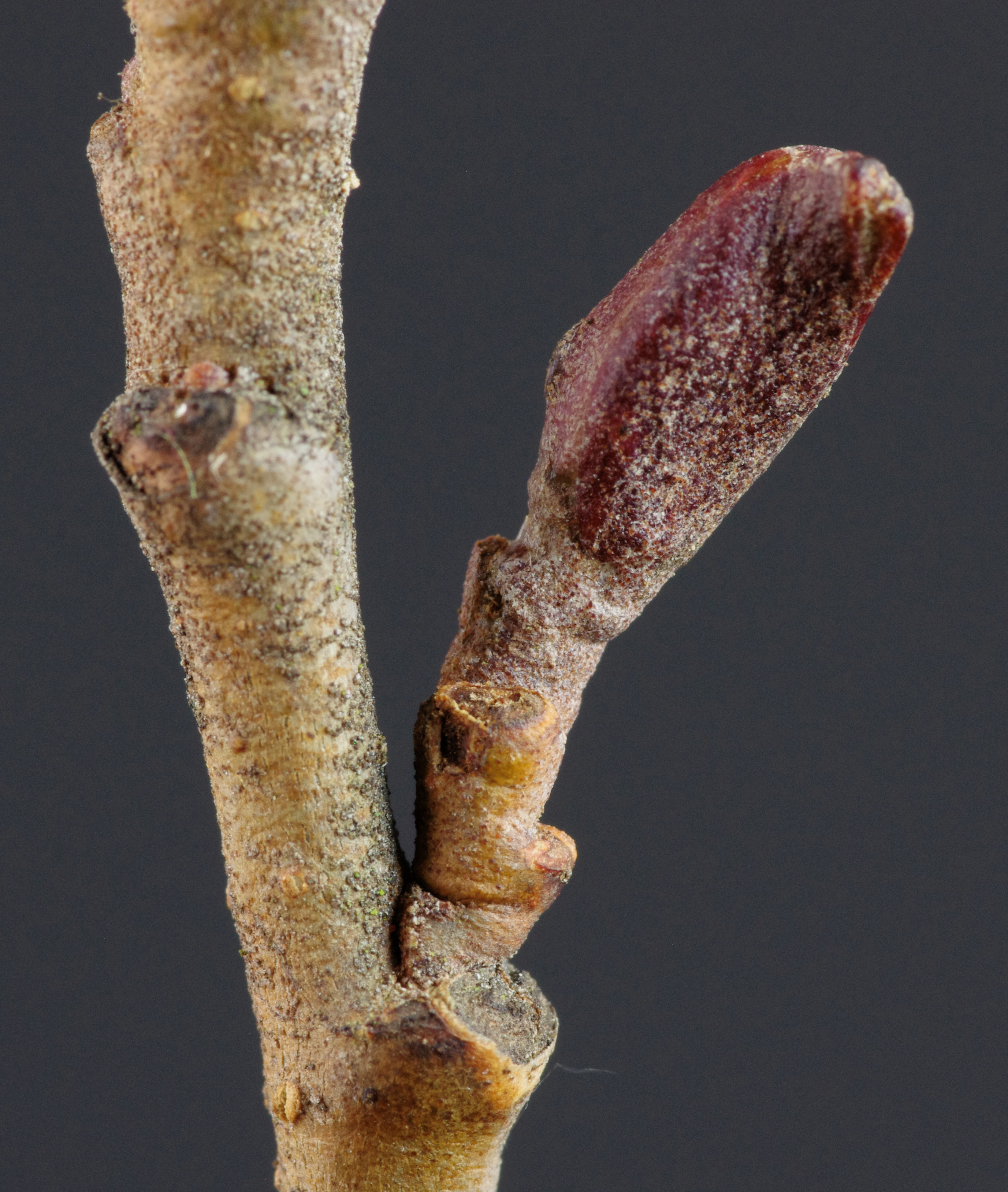
Yema de Alnus glutinosa
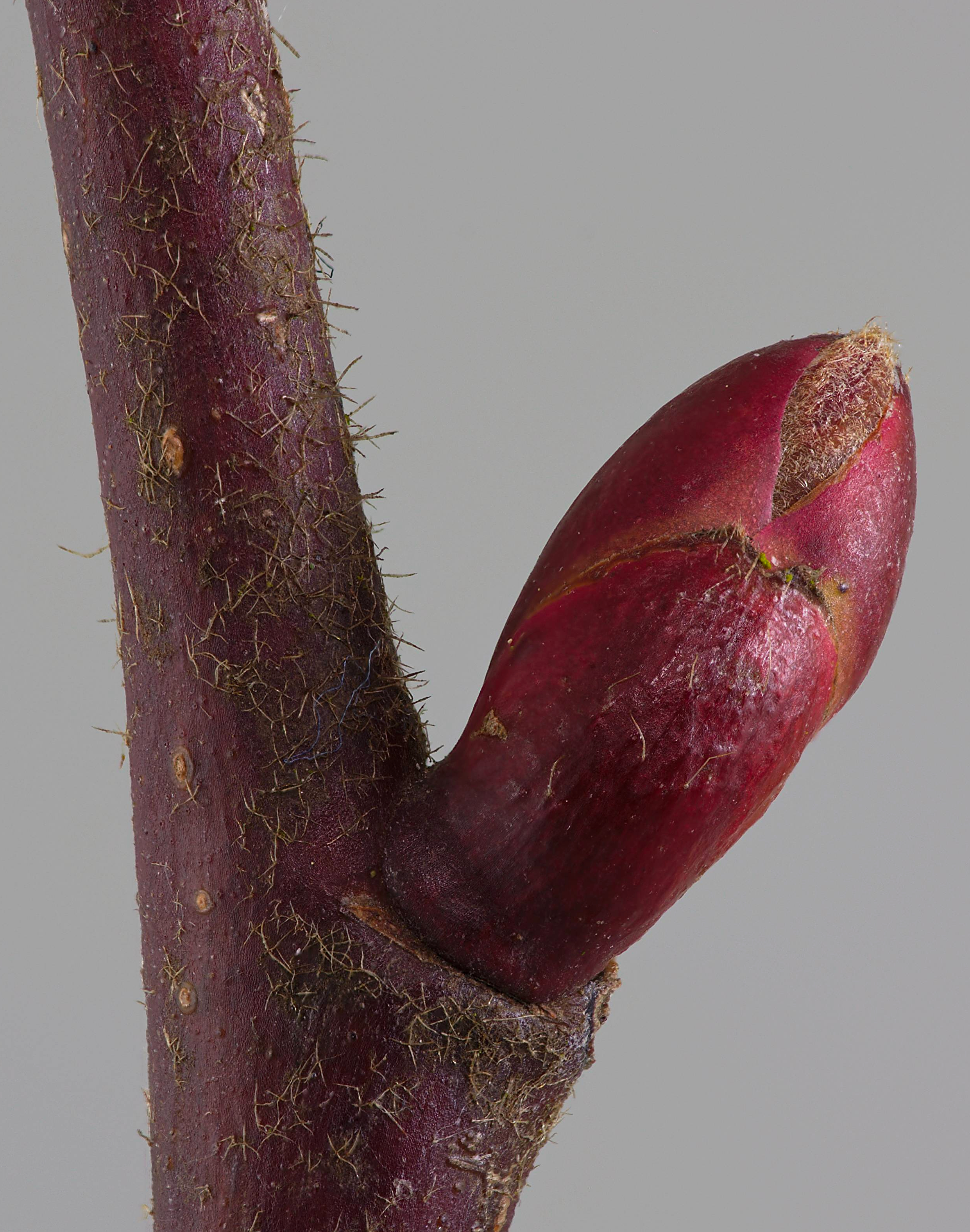
Yema de Tilia
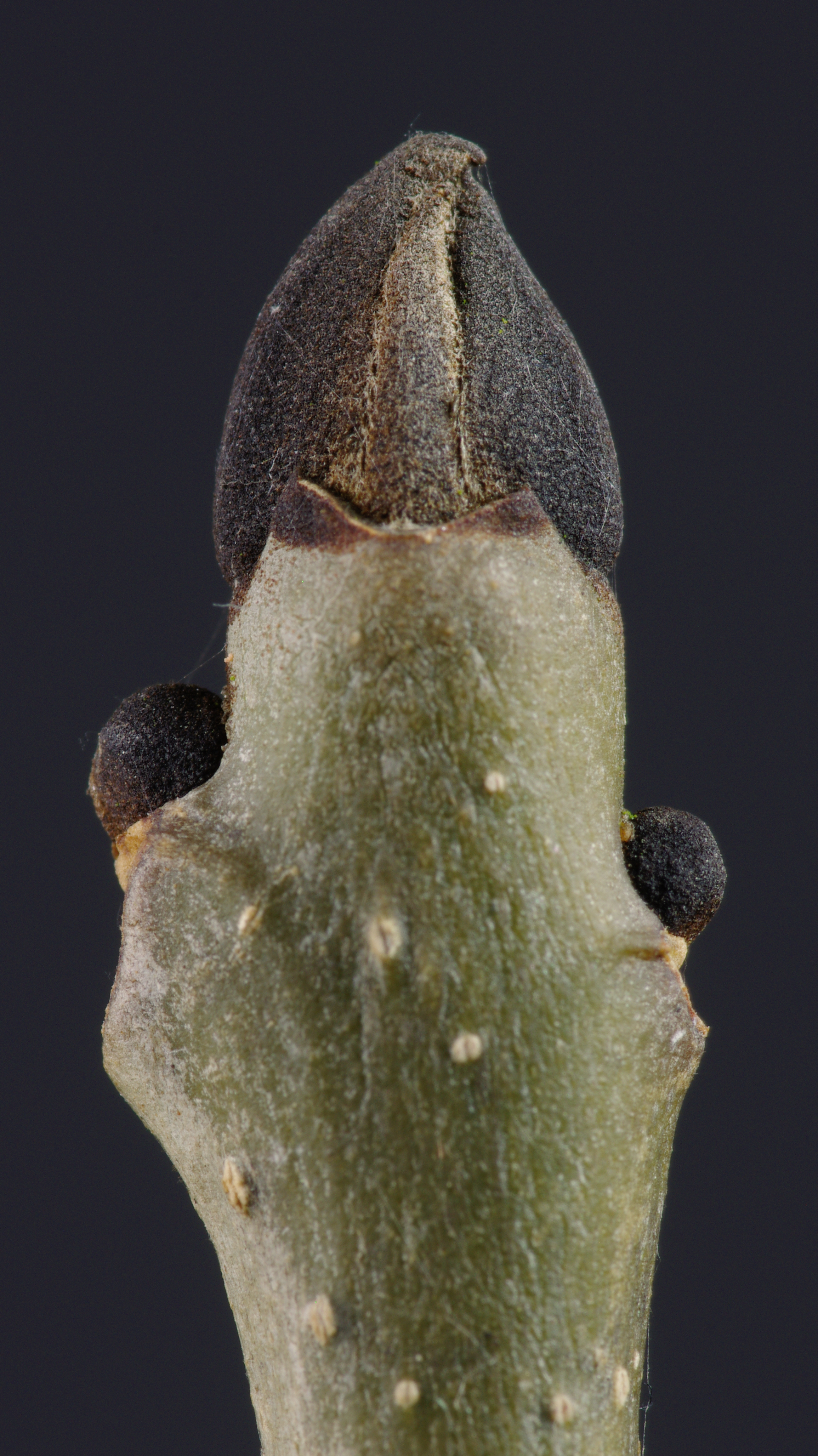
Yemas negras de un fresno europeo, Fraxinus excelsior
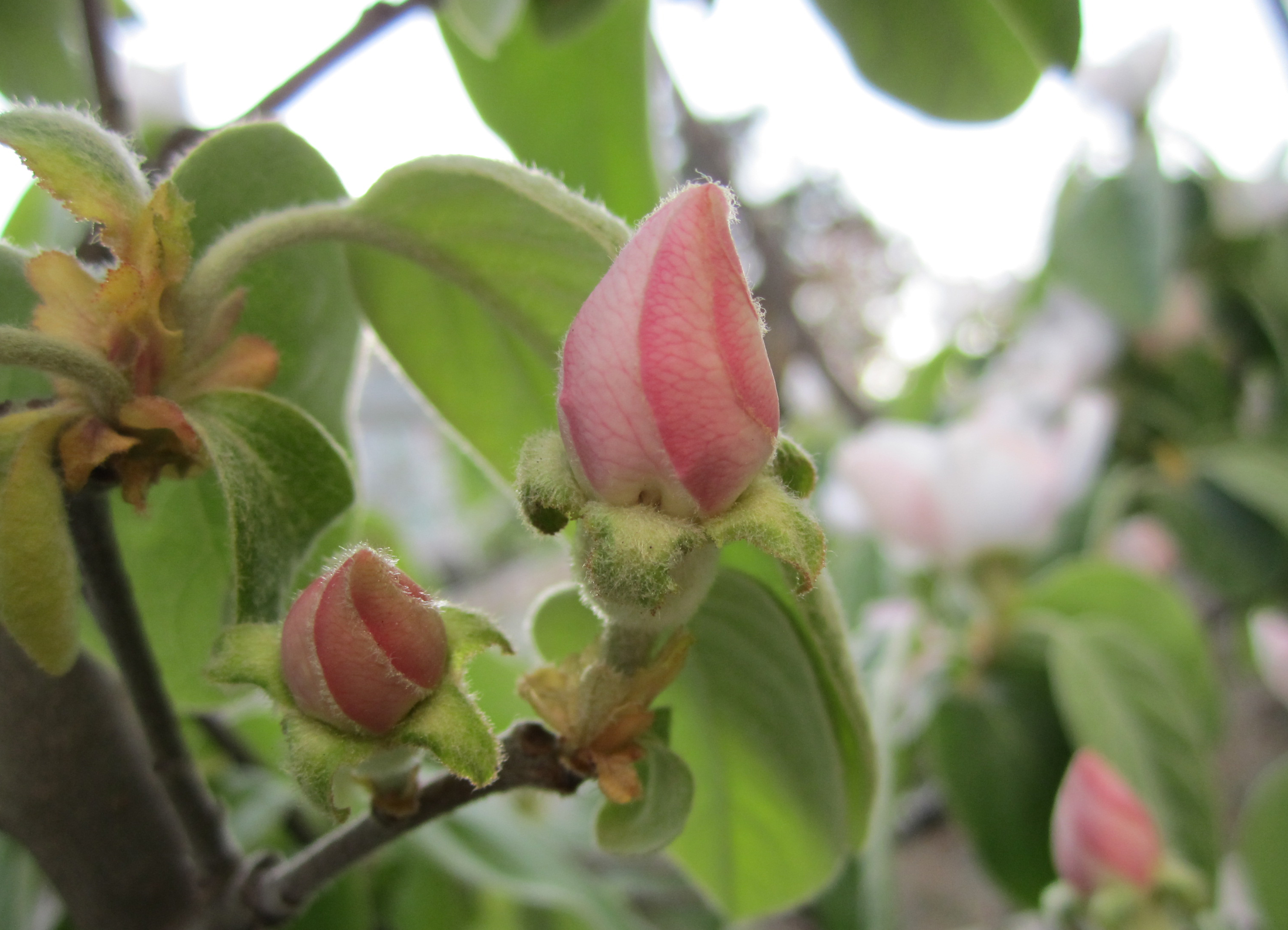
Una yema floral de membrillo con pétalos plegados en espiral
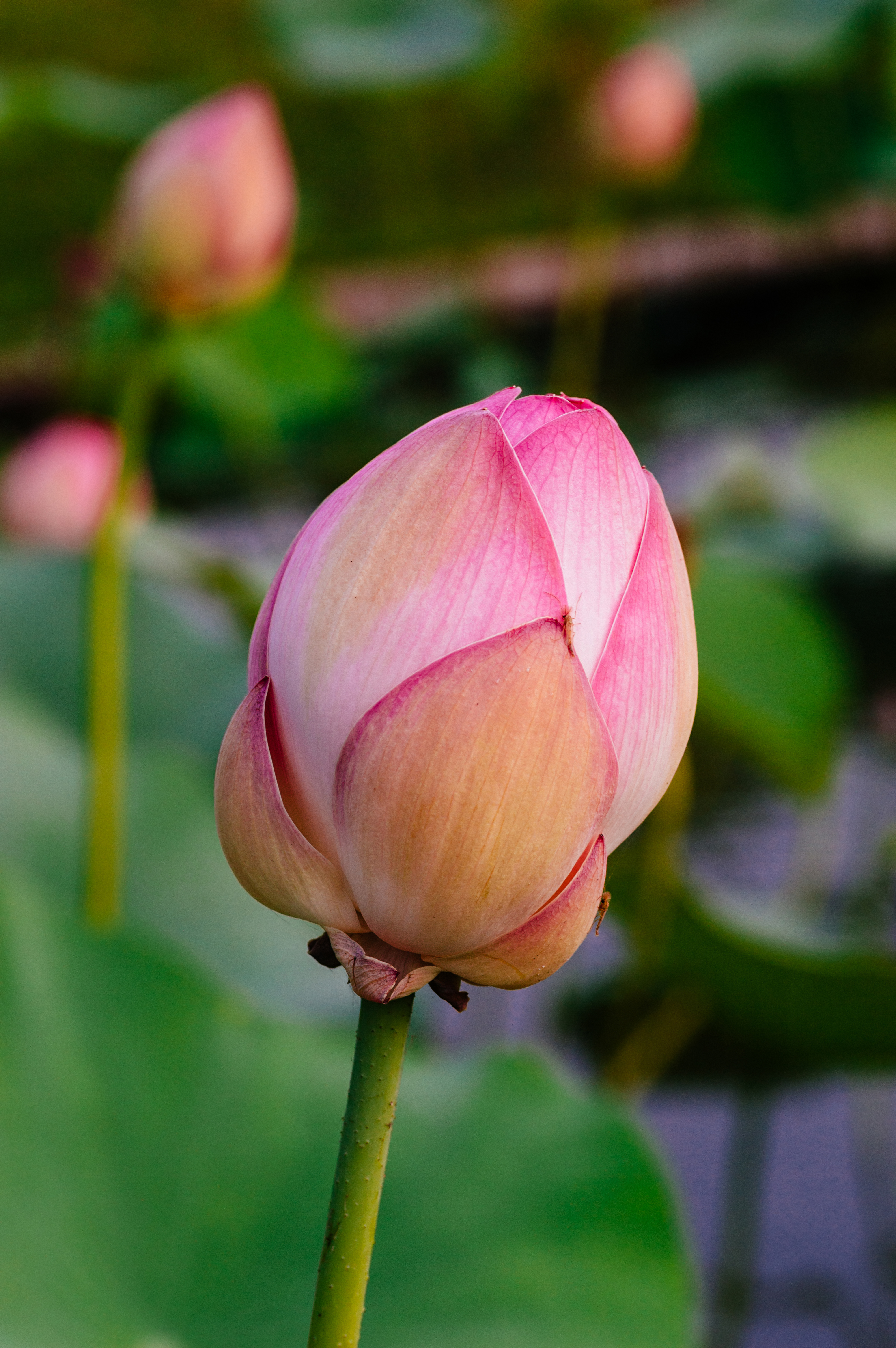
Yema floral de Nelumbo en apertura
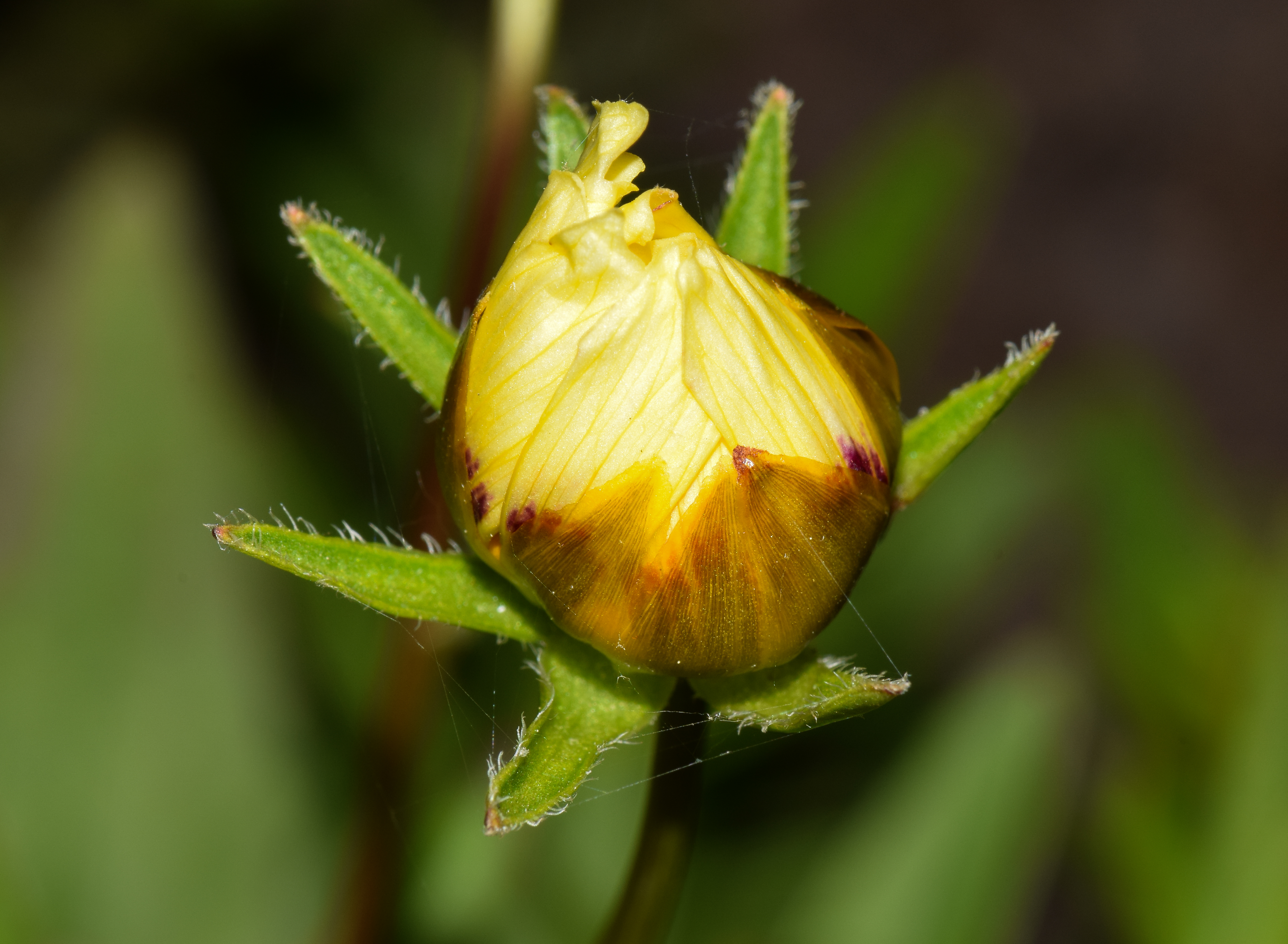
Yemas florales de Coreopsis tinctoria en apertura
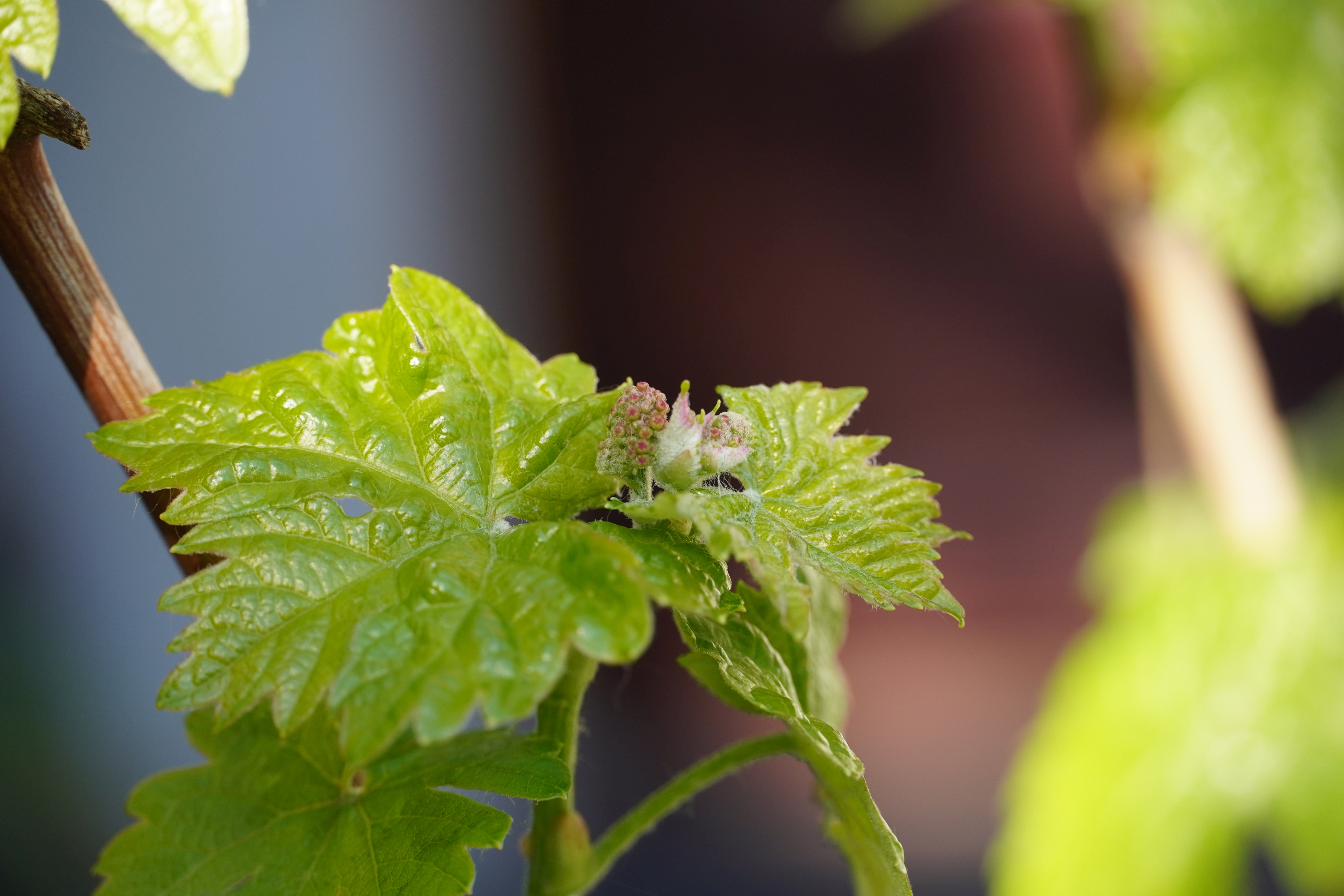
Yemas florales de Vitis vinifera
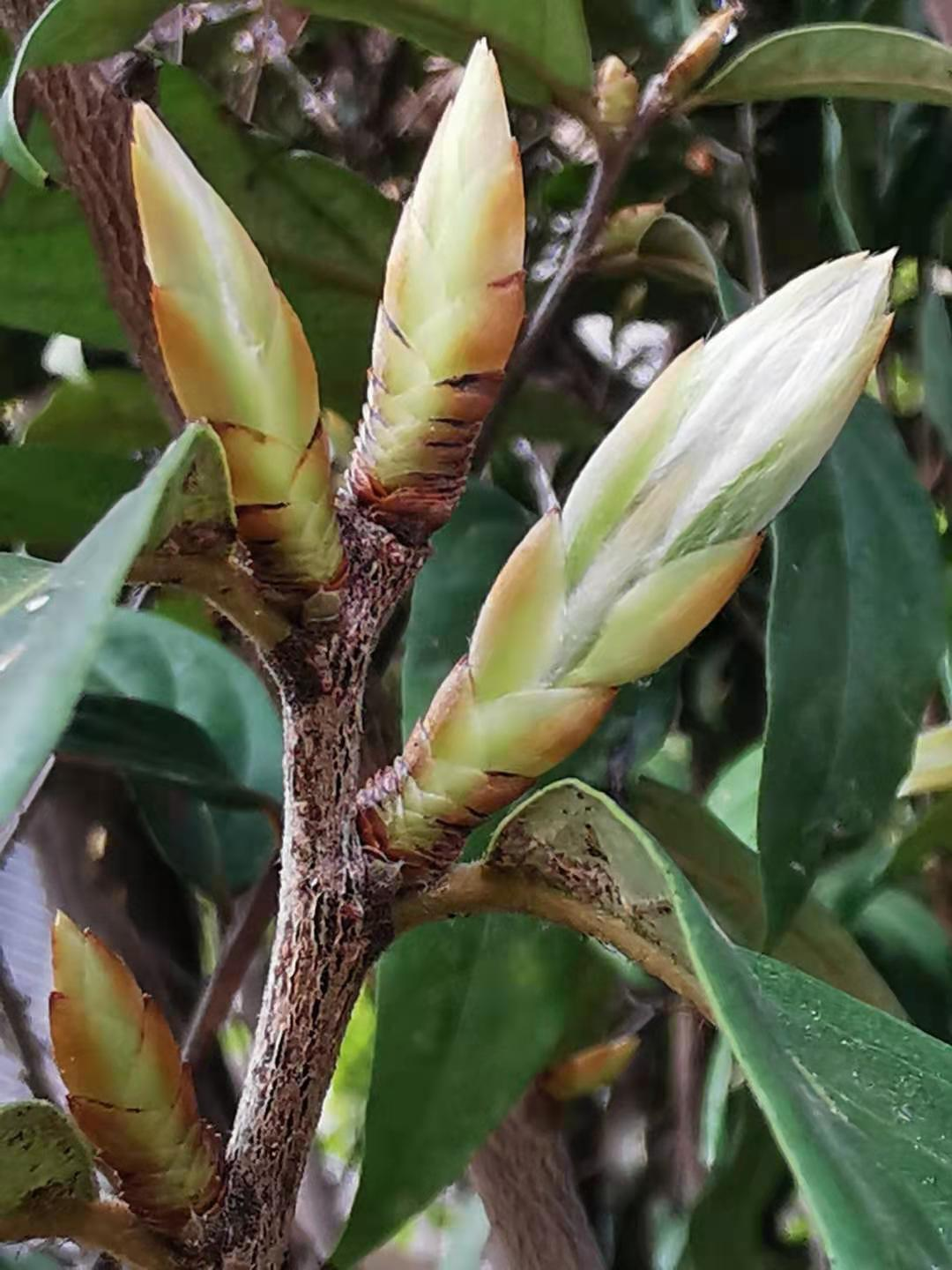
Yema de Diospyros eriantha
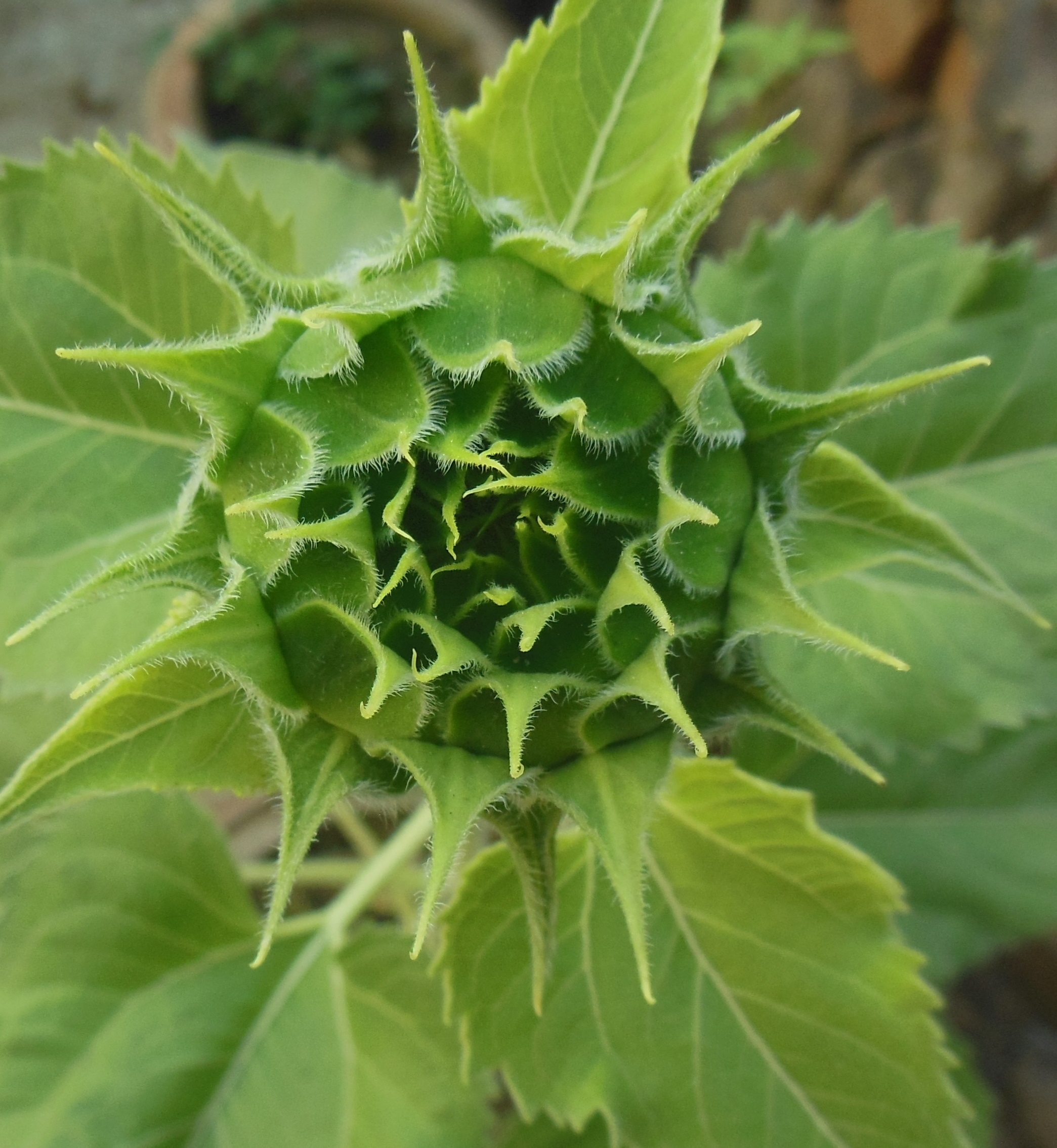
Yema de inflorescencia del girasol común (Helianthus annuus)
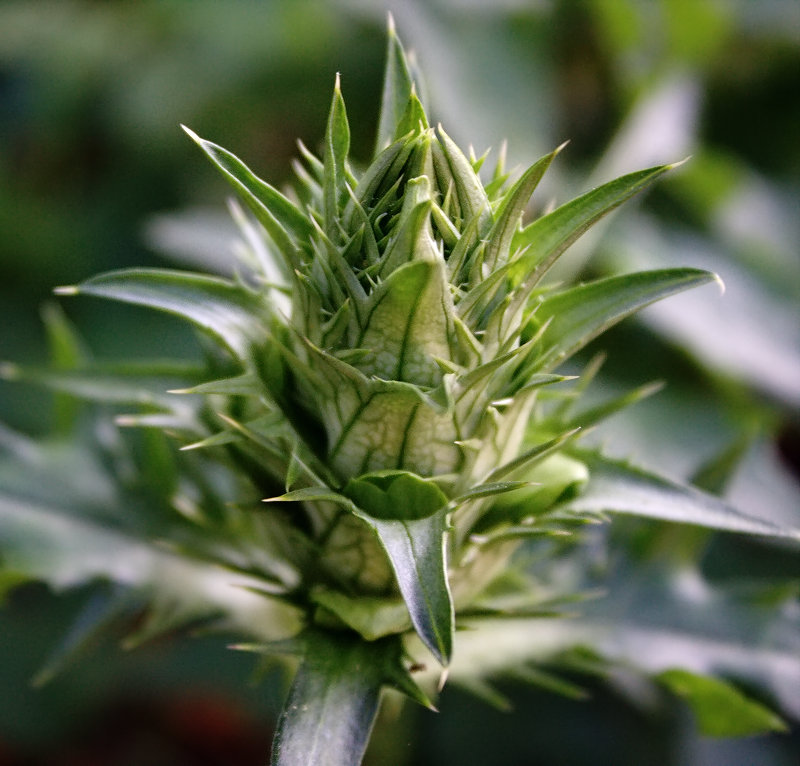
Yema de inflorescencia de Acanthus balcanicus
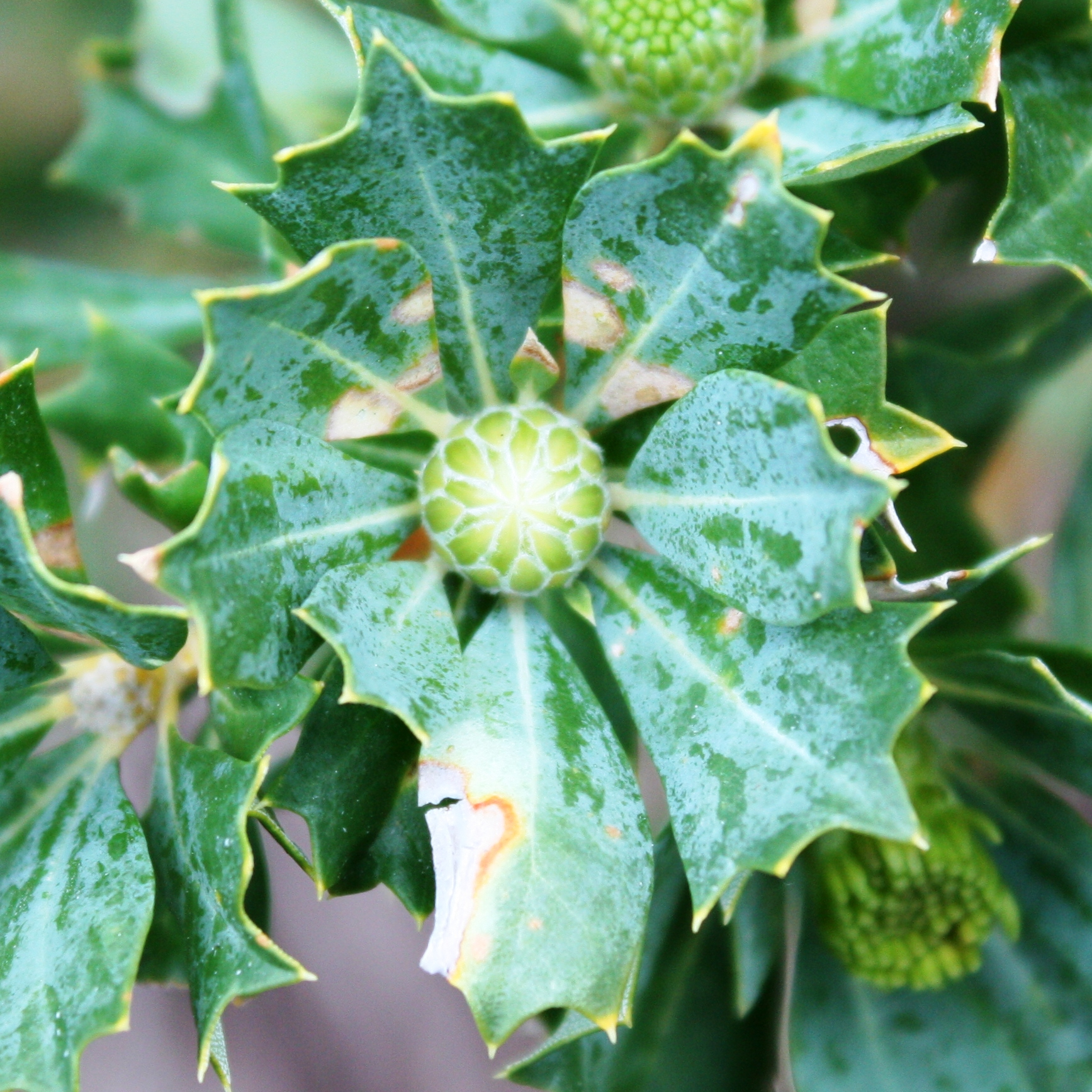
Yema de inflorescencia del arbusto loro (Banksia sessilis)
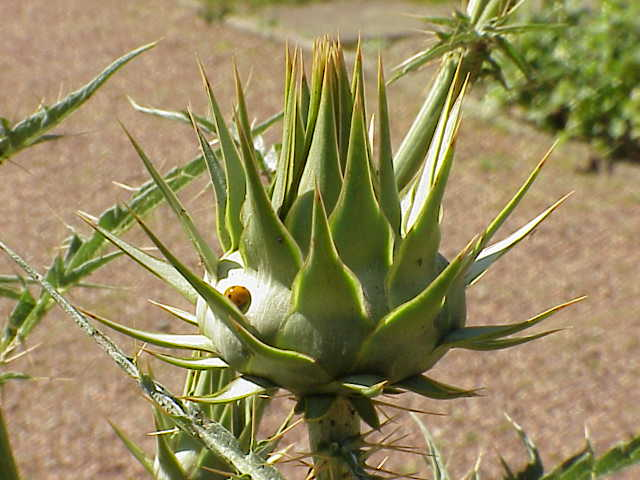
Yema de inflorescencia de cardo (Cynara cardunculus)
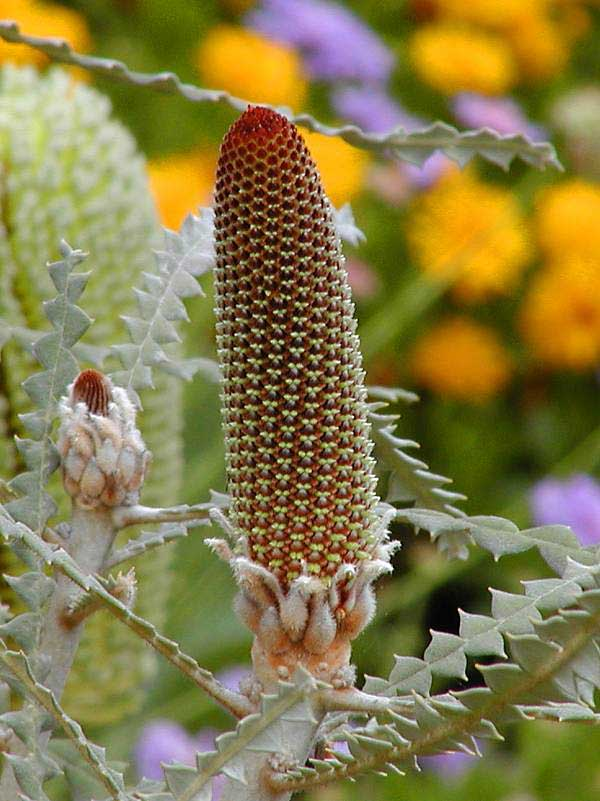
Una yema de inflorescencia en apertura a la izquierda, que se desarrollará como la de su derecha